# Garautha
Garautha es una pueblo y nagar Panchayat situado en el distrito de Jhansi en el estado de Uttar Pradesh (India). Su población es de 10807 habitantes (2011). 

## Demografía
Según el censo de 2011 la población de Garautha era de 10807 habitantes, de los cuales 5682 eran hombres y 5125 eran mujeres. Garautha tiene una tasa media de alfabetización del 80,67%, superior a la media estatal del 67,68%: la alfabetización masculina es del 90,75%, y la alfabetización femenina del 69,36%.